# Loco Dice
Loco Dice (Yassine Ben Achour) est un DJ tunisien et un producteur de musique électronique né le 10 août 1974 à Tunis. Il vit à Düsseldorf.

## Biographie
Tout petit il part avec sa famille pour vivre en Allemagne. Il commence sa carrière comme DJ de hip-hop et rapper. Il sort des albums sous les labels Ovum, M-nus, Cocoon et Four Twnty. Il mixe et compile également le double CD de la Time Warp 2007 qui contient une variété de titres techno minimalistes. Loco Dice a aussi collaboré avec la marque de cosmétiques Ulsu avec qui il a cocréé un vernis à ongles vendu avec un titre musical spécial.

## Discographie

### Albums
- Minimal Explosion (2005)
- Time Warp 07 (2007)
- 7 Dunham Place (2008)

Note : Minimal Explosion est un CD mixé par Loco Dice, offert avec le magazine Mixmag en 2005.

### Singles / EPs
- 7 Dunham Place (4x12") Desolat (DMD Discomania), 2009
- Harissa (2x12") Cadenza Recordings, 2006
- Flight LB 7475 / El Gallo Negro (12") Ovum Recordings, 2006
- Carthago (12") Cocoon Recordings, 2006
- Seeing Through Shadows (12") Minus, 2006
- City Lights (12") Superstar Recordings, 2004
- The Raz (12") JohnnyGlow Recordings, 2004
- The Bouncer (12") JohnnyGlow Recordings, 2004
- Jacuzzi Games, 2005 (Lead single from Minimal Explosion)

### Remixes
- Onur Özer "Eclipse" (Loco Dice Remix) Vakant, 2008
- Timo Maas "Help Me" (Loco Dice Remix) Perfecto Records, 2002
- Mousse T. "Toscana" ( Loco Dice Mix)